# Marsdeportationerna 1949
Marsdeportationerna 1949 (Operation Priboi) pågick mellan 25 och 28 mars då mer än 90 000 personer deporterades från Baltikum till avlägsna platser i Sovjetunionen.

## Historik
Den 29 januari 1949 fattade man i Kreml beslutet att genomföra deporteringsoperationer i de baltiska rådsrepublikerna. Man avsåg att deportera skogsbröders och fosterlandsvänners familjer, tidigare medlemmar ur motståndsrörelsen som fortsatt med sovjetfientlig verksamhet, samt deras familjer samt motståndsrörelsens medhjälpares familjer. Instruktionen var att deportera alla tidigare regeringsmedlemmar, högre statliga tjänstemän och domare, högre militär personal, politiker, medlemmar av frivilligförsvarskårer, medlemmar i studentföreningar, personer som deltagit i anti-sovjetska styrkor, ryska emigranter, poliser och säkerhetspoliser, representanter för utländska företag, personer med kontakter i utlandet, entreprenörer, banktjänstemän och medlemmar av Röda Korset samt alla deras familjemedlemmar. Ungefär 23 % av befolkningen i Estland ingick i dessa kategorier.
72 % av de avvisade var kvinnor och barn under sexton år och 5 % avled under resan och de två första åren.

### Estland
Officiellt deporterades 20 713 personer från Estland (cirka 3 % av befolkningen), till företrädesvis Sibirien och norra Kazakstan. Totalt antas siffran uppgå till över 22 000 personer, då i många fall även familjemedlemmar till de som fanns med på de officiella listorna blev deporterade.. 

### Lettland

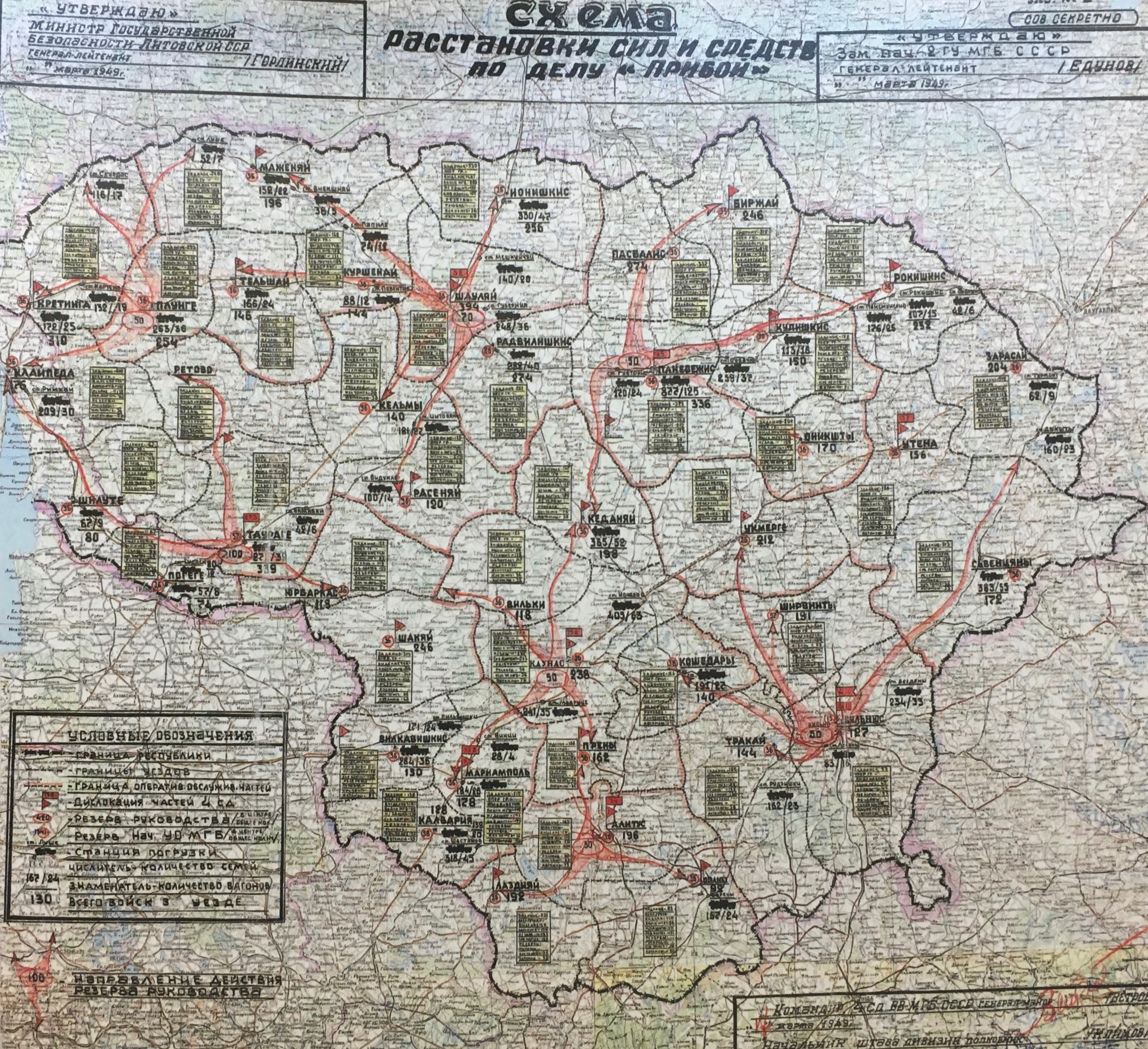
Lettiska KGB utarbetade en evakueringsplan för Lettland

42 149 personer deporterades från Lettland.

### Litauen
31 917 personer deporterades från Litauen.
30 452 personer var involverade för att genomföra deportationen. 

## Minnesdag
Den 25 mars uppmärksammas deportationen årligen i Estland med ljuständning på Frihetstorget i Tallinn, Rådhustorget i Tartu och Narva samt flera andra platser.